# Giuseppe Lando Passerini
Giuseppe Lando Passerini, propriamente Giuseppe Fortunato Maria Passerini (Firenze, 31 gennaio 1858 – Firenze, 2 gennaio 1932), è stato un bibliotecario, critico letterario e dantista italiano.

## Biografia
Nato a Firenze nel 1858, nel 1886 iniziò la sua attività di bibliotecario nella Nazionale di Firenze. Trasferitosi a Roma, Passerini proseguì il suo lavoro nella Casanatense di piazza della Minerva e poi nella Nazionale Centrale, ubicata allora nell'edificio del Collegio Romano. Nel 1896, tornato a Firenze, divenne bibliotecario della Medicea Laurenziana ove rimarrà per circa trentasei anni, con la qualifica di bibliotecario capo, sino alla sua morte.

### Gli studi su Dante

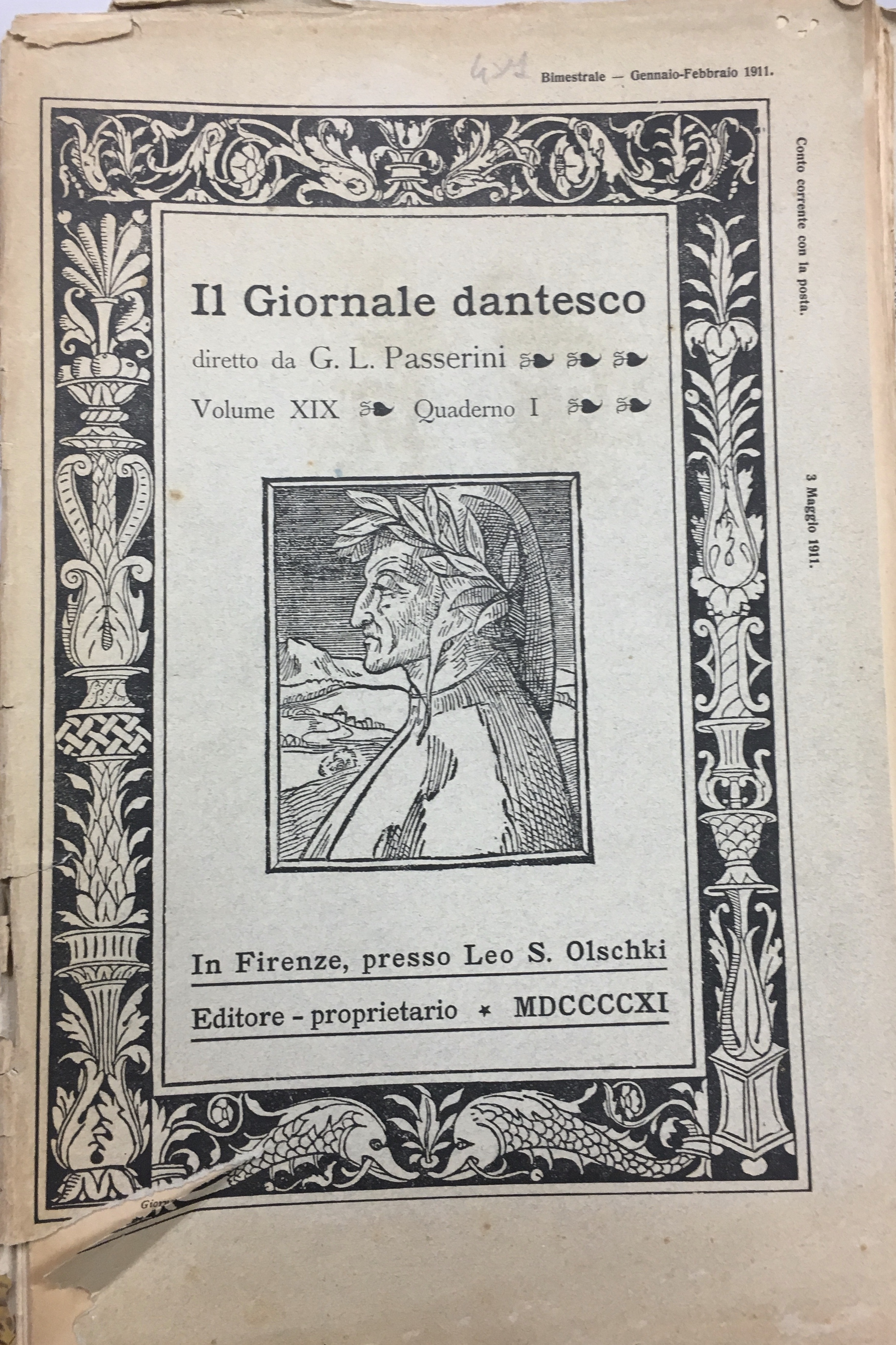
Il Giornale dantesco. Anno 1911

Passerini, ancor prima di iniziare la sua lunga attività di bibliotecario, aveva coltivato gli studi sull'Alighieri: nel 1881, a ventitré anni aveva pubblicato un saggio di 43 pagine La famiglia Alighieri. Note storiche, il primo di una lunga serie di lavori che faranno di lui un dantista apprezzato anche internazionalmente. Nel solco di questo suo interesse, nel 1893 fondò il Giornale Dantesco che diresse sino alla chiusura del 1915 e, due anni dopo, nel 1917, l'analogo Nuovo Giornale Dantesco che, sempre con la sua direzione, rimarrà in vita sino al 1919.
Nel 1911, celebrandosi il cinquantesimo anniversario dell'Unità, curò un'importante edizione illustrata della Divina Commedia stampata da Aldo Olschki.
Oltre alla prevalente attività di studioso di Dante, Passerini ebbe altri interessi letterari per autori più vicini al suo tempo. Si possono citare, ad esempio, tra i suoi lavori più significativi, anche per il loro interesse lessicografico, quattro Vocabolari dedicati ai poeti Carducci, Pascoli e D'Annunzio (uno per la poesia, l'altro per la prosa del Vate).

### L'adesione al fascismo
Con la prima guerra mondiale, quando l'Italia era divisa tra neutralisti e interventisti, Passerini nel 1915 prese posizione per la partecipazione al conflitto e nel 1920 aderì al giovane movimento fascista. Partecipò anche alla marcia su Roma dell'ottobre 1922 ed ebbe incarichi politici a Trento, Zara e a Firenze.
Morì nella città natale a settantatré anni nel 1932.

## Opere

### Saggi su Dante
- Di alcuni notevoli contributi alla storia della vita e della fortuna di Dante, Olschki, 1892.
- Minutaglie dantesche, Città di Castello, S. Lapi, 1911.
- Dante narrato agli italiani, Milano, Quintieri, 1915.
- La vita di Dante 1265-1321, Firenze, Vallecchi, 1929.

### Saggi su altri autori
- Il vocabolario della poesia dannunziana, Firenze, Sansoni, 1912.
- Il vocabolario della prosa dannunziana, Firenze, Sansoni, 1912.
- Il vocabolario pascoliano, Firenze, Sansoni, 1915.
- Il vocabolario carducciano, Firenze, Sansoni, 1916.

### Curatele
- I fioretti del glorioso messere Santo Francesco e de suoi frati, 2. ed. riveduta, Firenze, Sansoni, 1905.